# Niedergeckler

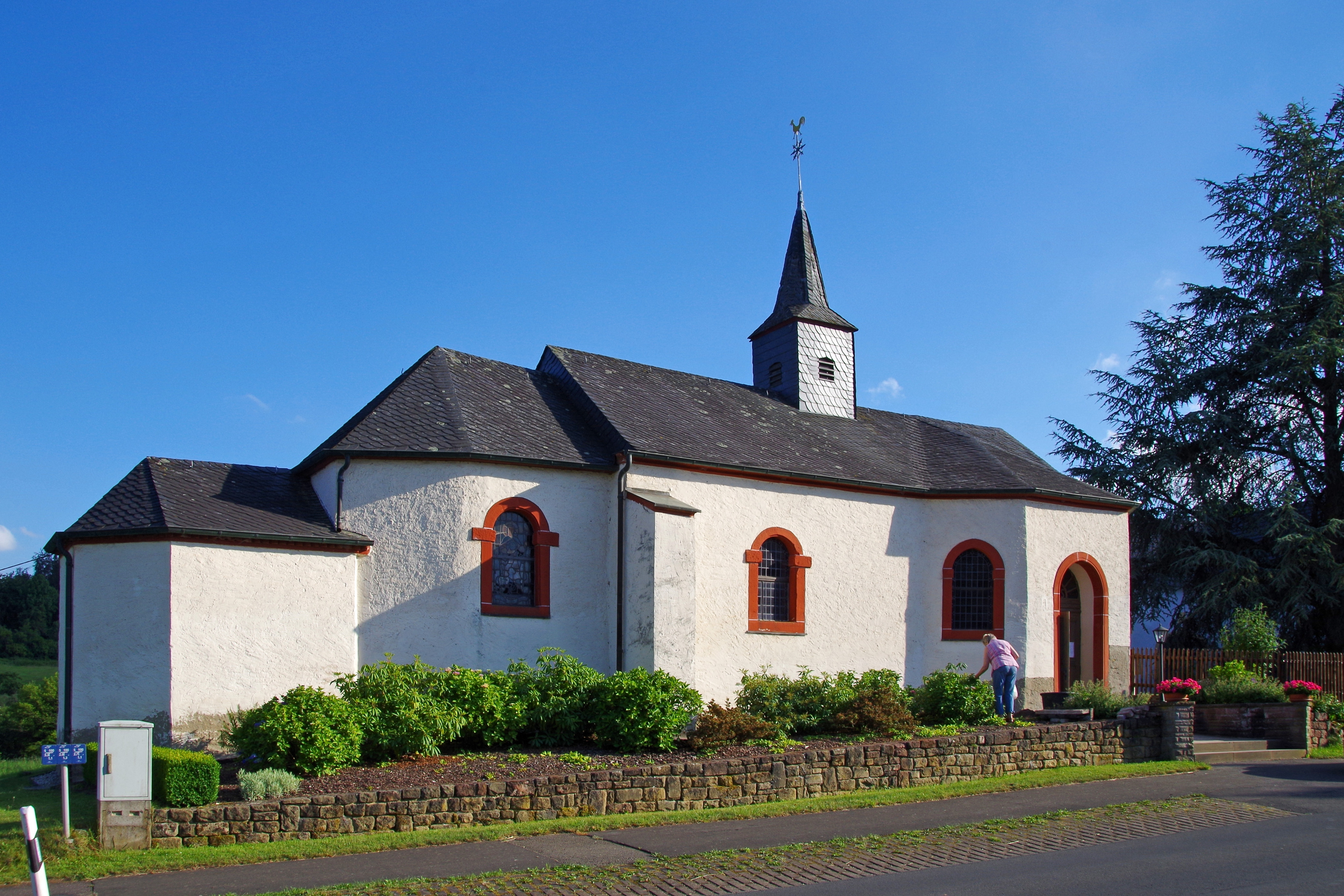
St. Martin von Südosten

Niedergeckler ist seit dem 1. Januar 2025 ein Ortsteil der Ortsgemeinde Obergeckler im Eifelkreis Bitburg-Prüm in Rheinland-Pfalz. Zuvor war Niedergeckler eine eigenständige Gemeinde.

## Geographie
Niedergeckler liegt im Naturpark Südeifel und unmittelbar an der Bundesstraße 50 Bitburg–Diekirch unweit von Mettendorf. Zum Ort gehört auch der Wohnplatz Brückenhof.
Nachbarorte von Niedergeckler sind Sinspelt im Osten, Mettendorf im Südosten und Obergeckler im Nordwesten.

## Geschichte
Urkundliche Erwähnung des Ortes 1453 als Nieder Jeckler, 1477 Nyeder Gecklair, 1762 Niedergeckler. Mit fünf Stockgütern gehörte Niedergeckler 1615 zur Meierei Obergeckler in der luxemburgischen Grafschaft Vianden.
Mit der Besetzung der Österreichischen Niederlande (1794), zu denen das Herzogtum Luxemburg gehörte, durch französische Revolutionstruppen wurde der Ort französisch und von 1795 bis 1814 Teil der Französischen Republik (bis 1804) und anschließend des Französischen Kaiserreichs. Verwaltungstechnisch wurde Niedergeckler in dieser Zeit der Mairie Lahr im Kanton Neuerburg zugeordnet, der wiederum zum Arrondissement Bitburg im Departement der Wälder gehörte. Nach der Niederlage Napoleons wurde das ehemals luxemburgische Gebiet östlich der Sauer und der Our 1815 auf dem Wiener Kongress dem Königreich Preußen zugeordnet. Damit kam Niedergeckler 1816 zum Kreis Bitburg im Regierungsbezirk Trier und wurde zunächst von der Bürgermeisterei Lahr und später von der Bürgermeisterei Neuerburg verwaltet.
Nach dem Ersten Weltkrieg zeitweise französisch besetzt, und nach dem Zweiten Weltkrieg der französischen Besatzungszone zugeordnet, ist der Ort seit 1946 Teil des damals neu gebildeten Landes Rheinland-Pfalz.
Die Filialkirche wurde 1570 erbaut, 1728 umgebaut und 1919 erweitert.
Zum 1. Januar 2025 wurde Niedergeckler nach Obergeckler eingemeindet.
Statistik zur Einwohnerentwicklung
Die Entwicklung der Einwohnerzahl von Niedergeckler, die Werte von 1871 bis 1987 beruhen auf Volkszählungen:
| Jahr | Einwohner |
| ---- | --------- |
| 1815 | 55        |
| 1835 | 81        |
| 1871 | 100       |
| 1905 | 78        |
| 1939 | 82        |
| 1950 | 74        |
| 1961 | 95        |

| Jahr | Einwohner |
| ---- | --------- |
| 1970 | 86        |
| 1987 | 65        |
| 2005 | 48        |
| 2011 | 51        |
| 2017 | 52        |
| 2023 | 54        |

## Politik

### Ehemaliger Gemeinderat
Der Gemeinderat in Niedergeckler bestand aus sechs Ratsmitgliedern, die zuletzt bei der Kommunalwahl am 9. Juni 2024 in einer Mehrheitswahl gewählt wurden, und der ehrenamtlichen Ortsbürgermeisterin als Vorsitzender.
In der vorangegangenen Wahlperiode musste am 5. März 2023 eine Neuwahl stattfinden. Diese war notwendig geworden, da der gesamte bei der Kommunalwahl am 26. Mai 2019 gewählte Ortsgemeinderat, sowie der bisherige Ortsbürgermeister, mit Wirkung zum 31. Mai 2022 geschlossen ihre Ämter niedergelegt hatten.

### Ehemalige Bürgermeister
Laura Vogt wurde am 5. August 2024 Ortsbürgermeisterin von Niedergeckler. Da für die Direktwahl am 9. Juni 2024 kein Wahlvorschlag eingereicht wurde, oblag die Neuwahl des Bürgermeisters gemäß rheinland-pfälzischer Gemeindeordnung dem Rat der Gemeinde, der sich auf seiner konstituierenden Sitzung für Laura Vogt entschied. Ihre Amtszeit endete mit Ablauf des 31. Dezembers 2024 durch die Fusion mit Obergeckler.
Vogts Vorgänger Ewald Böwer hatte das Amt 2009 übernommen. Zuletzt bei der Direktwahl am 26. Mai 2019 wurde er mit einem Stimmenanteil von 75,68 % (= rd. 40 Stimmen) für weitere fünf Jahre in seinem Amt bestätigt. Mit Wirkung zum 31. Mai 2022 legte er jedoch – gemeinsam mit dem Gemeinderat – sein Amt vorzeitig nieder. Da für eine am 5. März 2023 angesetzte Direktwahl kein Wahlvorschlag eingereicht wurde, musste zeitweise Alexander Schaal als Beauftragter der Kommunalverwaltung eingesetzt werden.
Böwers Vorgänger Martin Houscht hatte das Amt von 1999 bis 2009 ausgeübt.

## Sehenswertes
- Die katholische Filialkirche Sankt Martin von Niedergeckler wurde 1570 erbaut. Der Chorraum der Kapelle und das Kirchenschiff stammen noch aus dieser Zeit. 1733 beim Umbau wurden im Zuge einer umfassenden Renovierung auch rundbogige Fenster eingebaut.  Der jetzige Turm stammt von 1877. Eine Sakristei (1910) und ein neues Querschiff (1930) waren die Erweiterungen im 20. Jahrhundert.

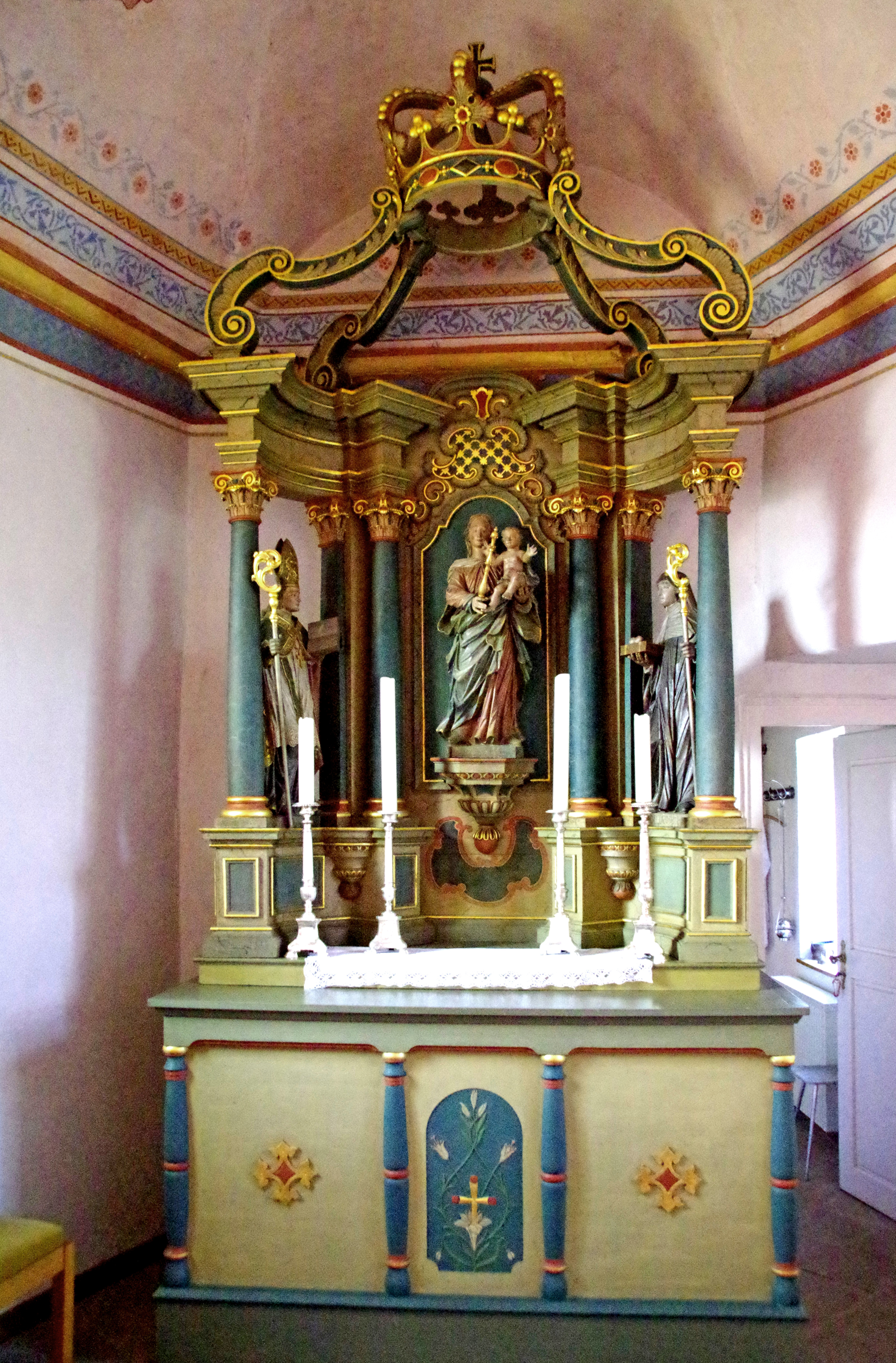
Im Inneren der Kirche sind drei wertvolle Holzfiguren zu sehen. Neben der Madonna mit Kind und dem Heiligen Martin, ist auch die Heilige Odilia, die bei Augenkrankheiten helfen soll, dargestellt.  - Hochaltar (18. Jh.)
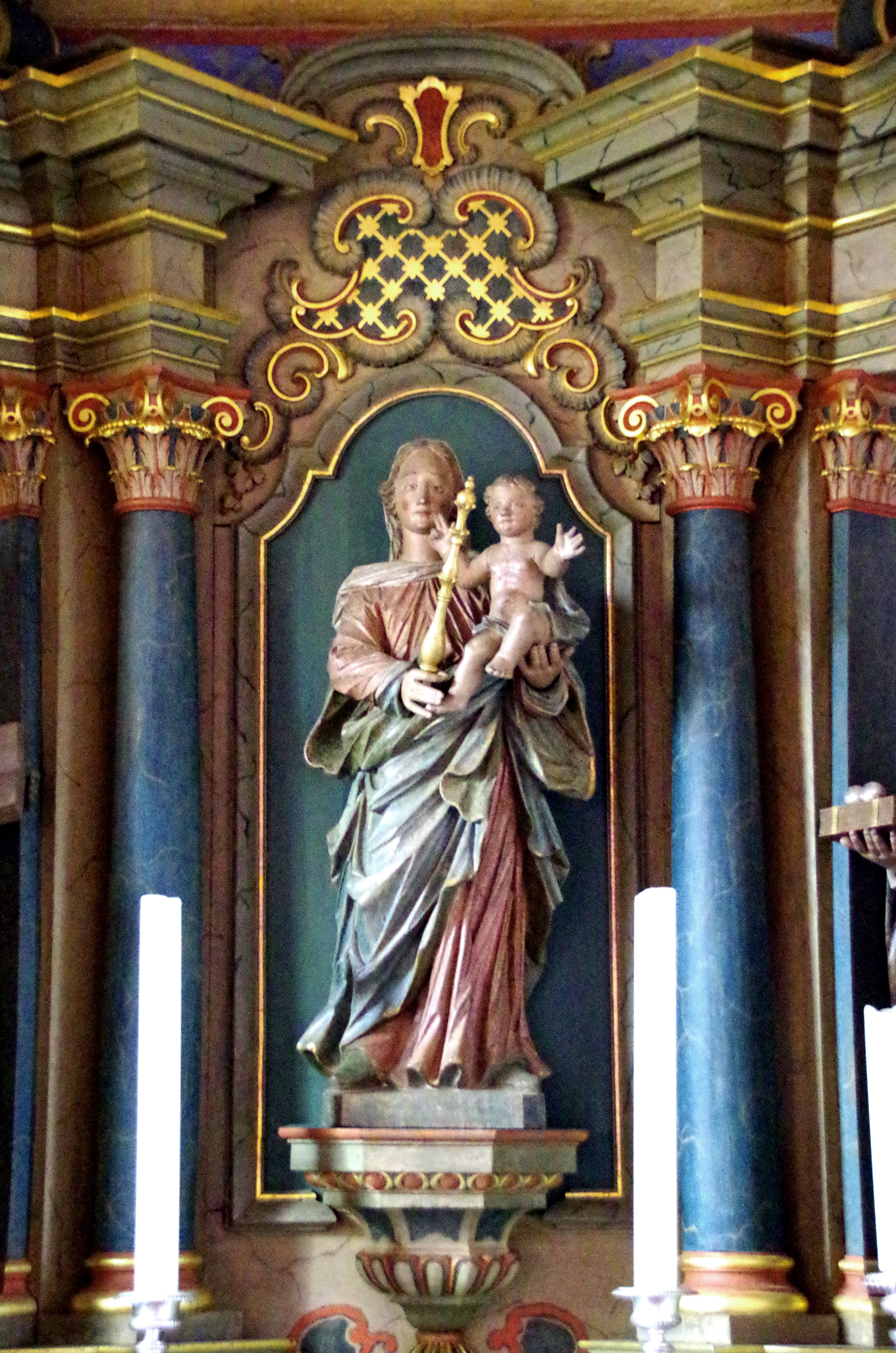
Marien-Statue
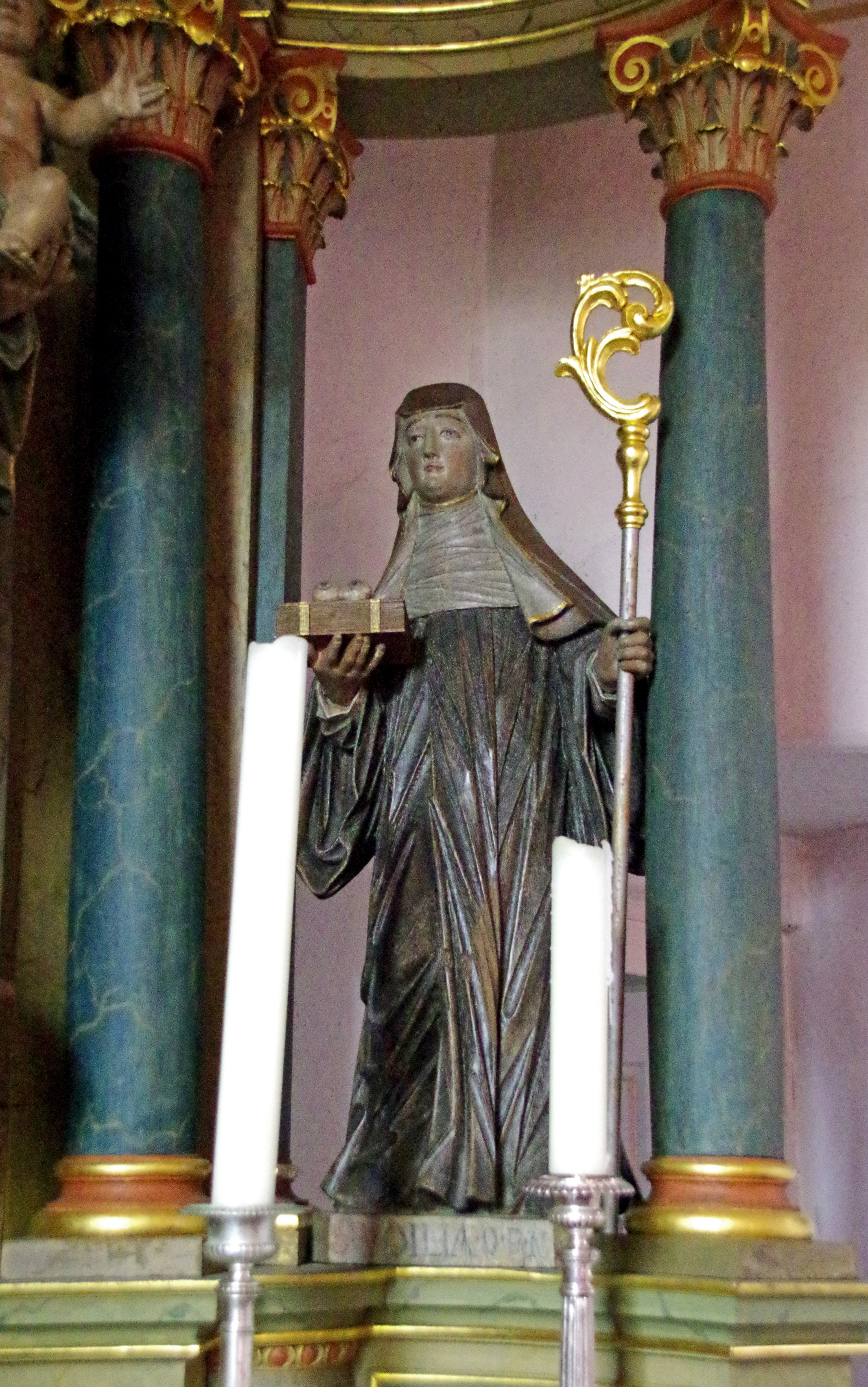
St. Odilia
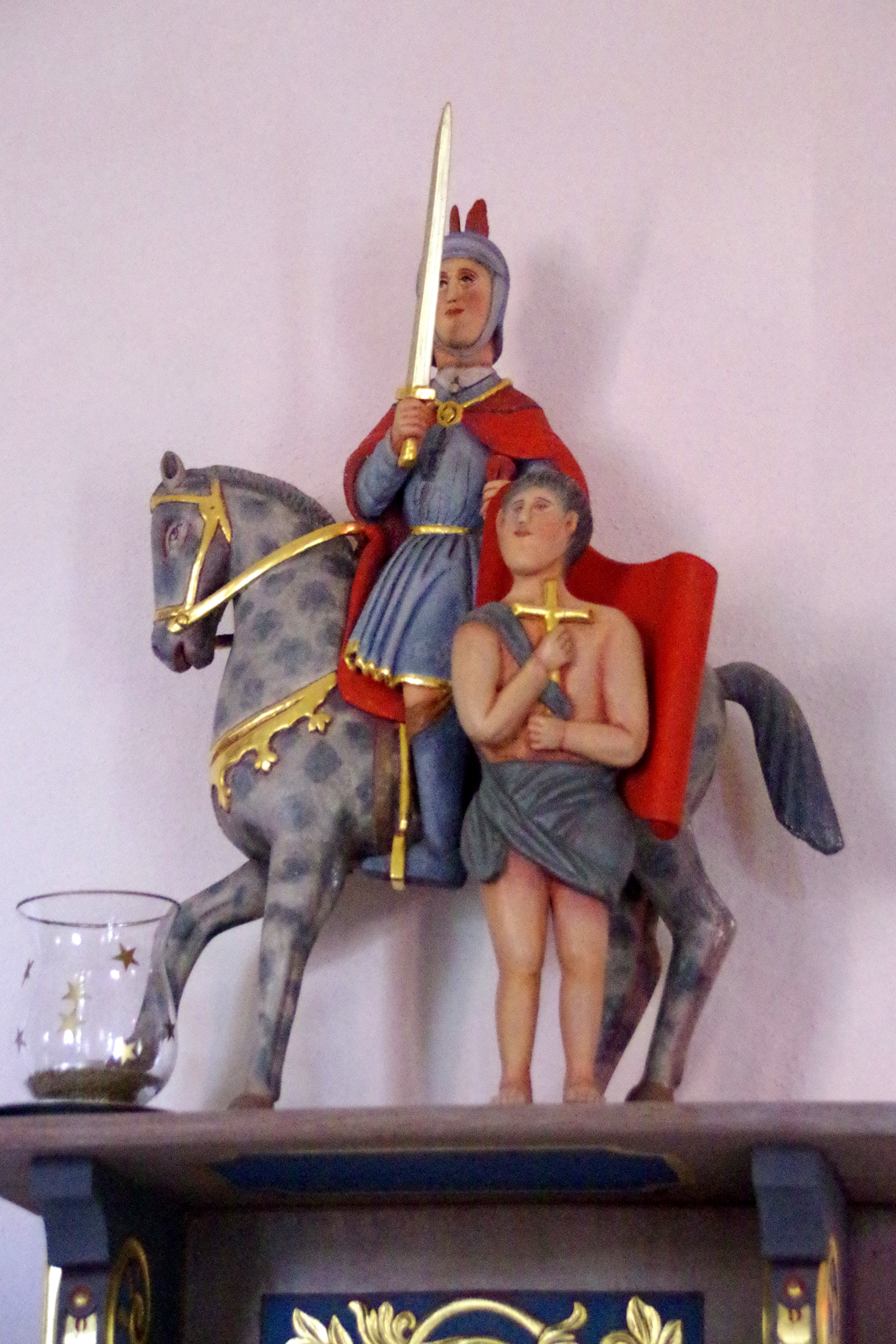
St. Martin-Statue
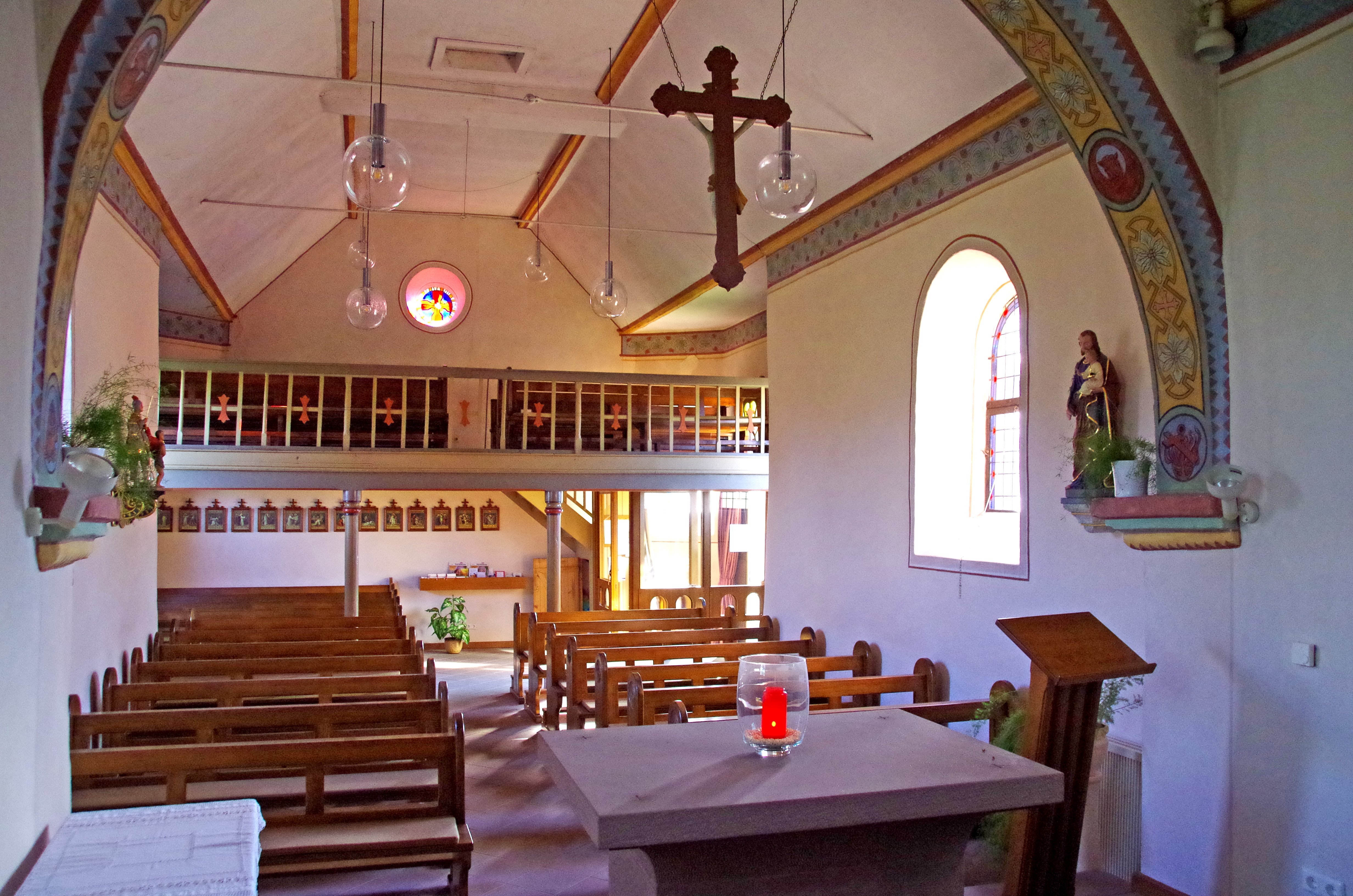
Innenraum mit Empore
  - Marien-Statue
  - St. Odilia
  - St. Martin-Statue
  - Innenraum mit Empore

Siehe auch:
- Liste der Kulturdenkmäler in Obergeckler
- Liste der Naturdenkmale in Obergeckler

## Veranstaltungen
- Kirmes: 1. Wochenende nach dem 3. Mai

## Verkehr
Durch Niedergeckler führt die Bundesstraße 50 Bitburg – Diekirch.